# Enugu (cràter)
Enugu és un cràter de l'asteroide del cinturó principal (253) Mathilde, situat amb el sistema de coordenades planetocèntriques a -15.3 ° de latitud nord i 151.6 ° de longitud est. Fa un diàmetre de 5.9 km. El nom va ser fet oficial per la UAI l'any 2000 i fa referència a Enugu, conca de carbó de Nigèria.